# Arabelia pheidoleicomes
Espèce
Arabelia pheidoleicomes est une espèce d'araignées aranéomorphes de la famille des Liocranidae.

## Distribution
Cette espèce se rencontre en Grèce à Rhodes et à Lesbos, à Chypre et en Turquie dans les provinces d'Aksaray et d'Afyonkarahisar,,.

## Description
La femelle holotype mesure 2,74 mm.
Le mâle décrit par Bosmans en 2011 mesure 3,5 mm.

## Systématique et taxinomie
Cette espèce a été décrite par Bosselaers en 2009.

## Éthologie
C'est une araignée myrmécophile.

## Publication originale
- Bosselaers, 2009 : « Studies in Liocranidae (Araneae): redescriptions and transfers in Apostenus Westring and Brachyanillus Simon, as well as description of a new genus. » Zootaxa, no 2141, p. 37-55.